# Kaig Motors

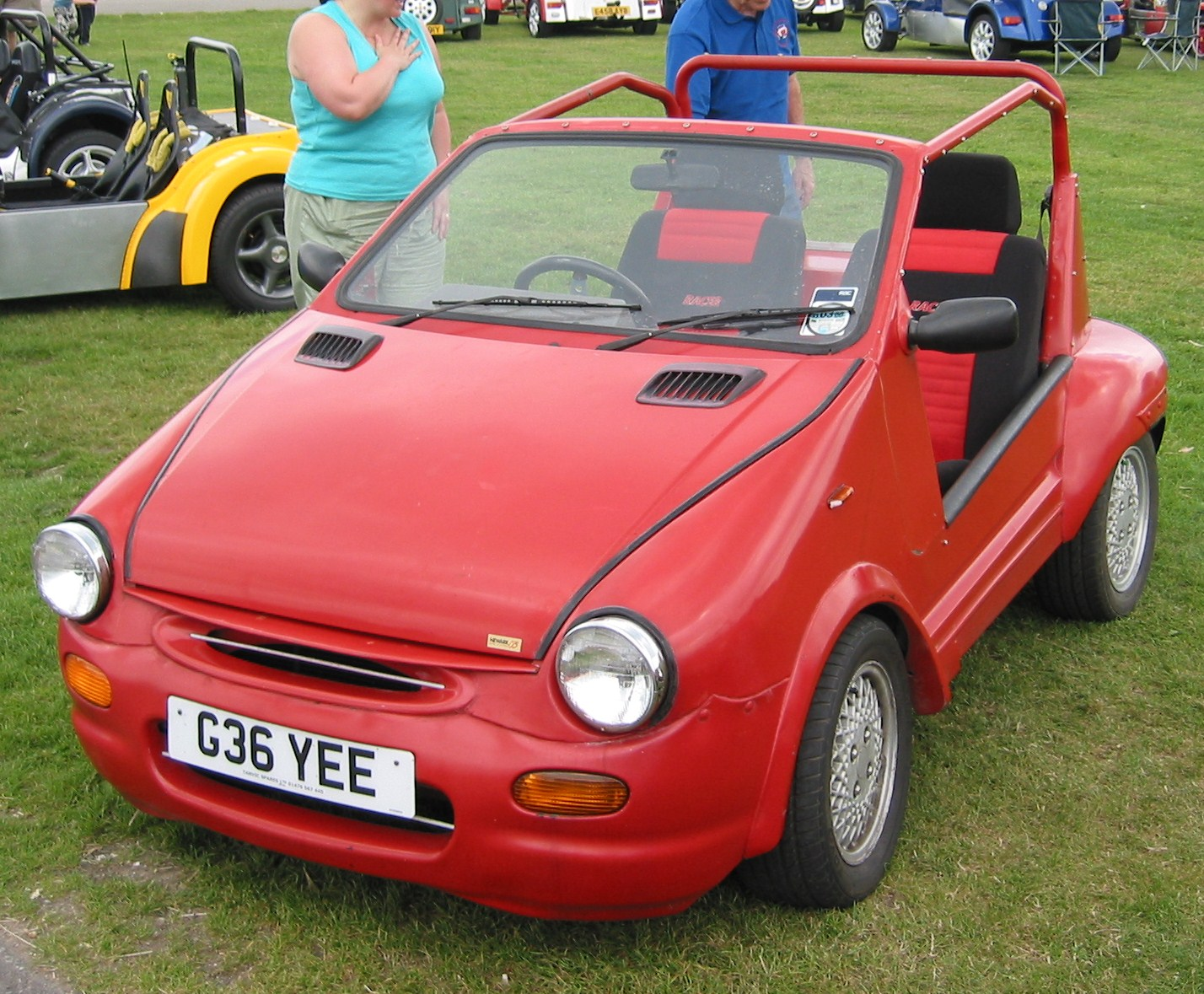
Kaig

Kaig Motors war ein britischer Hersteller von Automobilen.

## Unternehmensgeschichte
Richard Stewart, der auch Robin Hood Engineering leitete, gründete 1998 zusätzlich das Unternehmen in Mansfield in der Grafschaft Nottinghamshire. Er begann mit der Produktion von Automobilen und Kits. Der Markenname lautete Kaig. 2002 übernahm Dave Hurst das Unternehmen und verlegte den Sitz nach Beverley in East Riding of Yorkshire. 2003 endete die Produktion. Insgesamt entstanden etwa 113 Exemplare.

## Fahrzeuge
Das einzige Modell hatte ein Fahrgestell aus Stahlrohren. Als Überrollvorrichtung dienten ebenfalls Stahlrohre. Technisch basierte es auf dem Mini Metro.